# Sea Horses
Sea Horses is een Amerikaanse dramafilm uit 1926 onder regie van Allan Dwan.

## Verhaal
Helen Salvia wordt in de steek gelaten door haar man. Een jaar later reist ze samen met haar 4-jarige dochter per boot naar Afrika in de hoop om haar man terug te vinden. Aan boord van het schip vallen twee bemanningsleden haar lastig. De kapitein neemt haar in bescherming. Ter plekke komt ze erachter dat haar man aan de drank is geraakt.

## Rolverdeling
| Acteur          | Personage        |
| --------------- | ---------------- |
| Jack Holt       | George Glanville |
| Florence Vidor  | Helen Salvia     |
| William Powell  | Lorenzo Salvia   |
| George Bancroft | Cochran          |
| Mack Swain      | Bimbo-Bomba      |
| Frank Campeau   | Señor Cordoza    |
| Allan Simpson   | Harvey           |
| George Nichols  | Max              |
| Mary Dow        | Cina Salvia      |
| Dick La Reno    | Henry            |
| Frank Austin    | Cheadle          |